# 羊ケ丘

さっぽろ羊ヶ丘展望台（北海道札幌市豊平区羊ケ丘1番地）

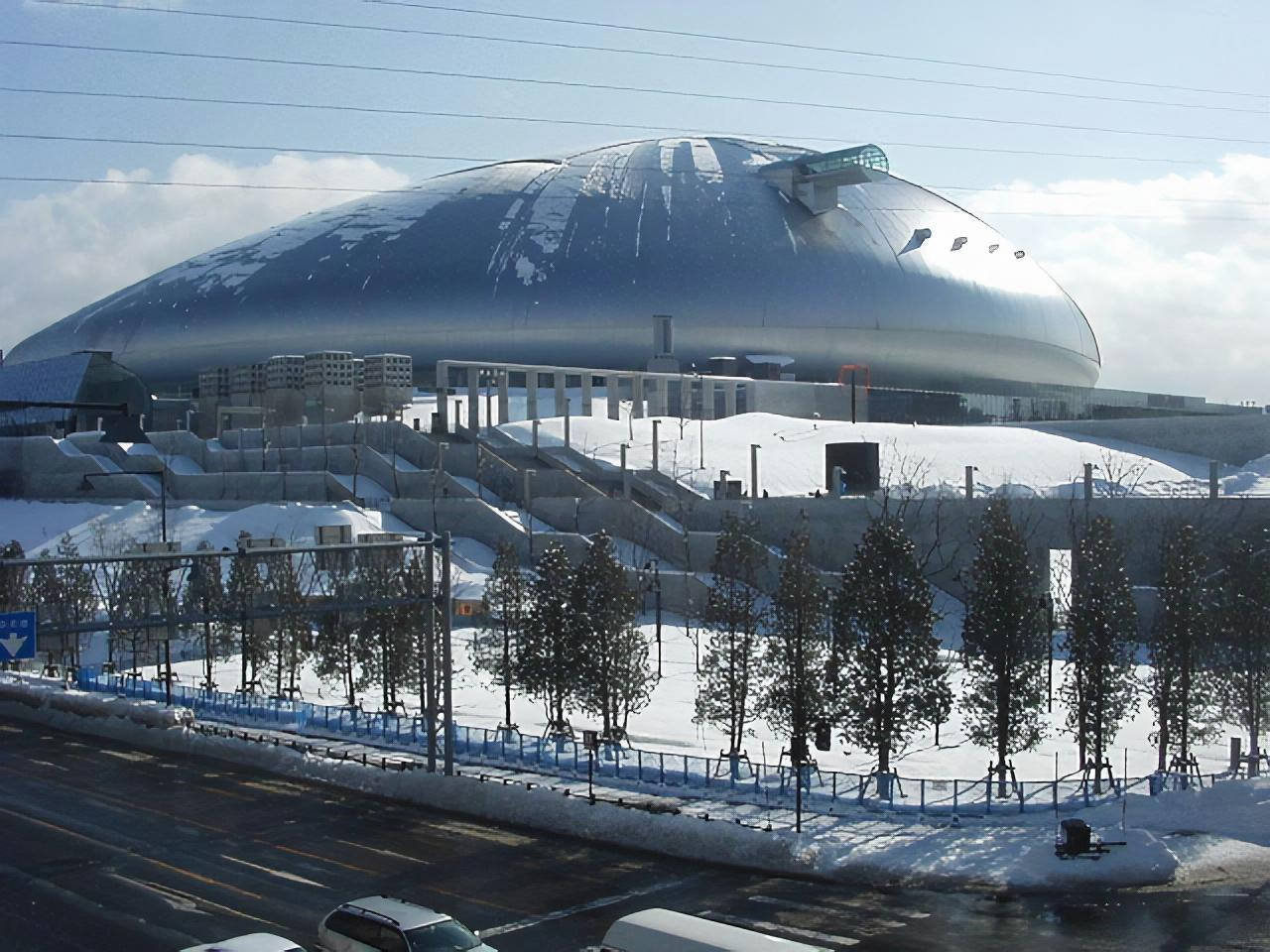
札幌ドーム（北海道札幌市豊平区羊ケ丘1番地）

羊ケ丘（ひつじがおか）は、北海道札幌市豊平区にある地区。札幌市街や札幌ドーム、石狩平野などを見渡すことのできるさっぽろ羊ヶ丘展望台があることで知られている。

## 概要
この地域はもとは「焼山（現在の西岡）」の一部であった。「羊ケ丘」という地名は1906年に農商務省月寒種牛牧場が創設、のち1919年に月寒種羊場が設置され通称「種羊場」と呼ばれるようになったことに由来し、1944年に地名変更で今の地名に改称されて現在に至っている。
札幌市が定める地名表記は「羊ヶ丘」ではなく「羊ケ丘」である。しかし、さっぽろ羊ヶ丘展望台や羊ヶ丘通郵便局など「ヶ」表記が広く使われている。
この地域はさっぽろ羊ヶ丘展望台や札幌ドームを除けば大半が国の研究機関等で占めており、関係者以外の立ち入りが厳しく制限されている。そのため、この地域においては宅地化の影響を受けず現在でも昔ながらの風景が色濃く残っている。

## 施設と所在地

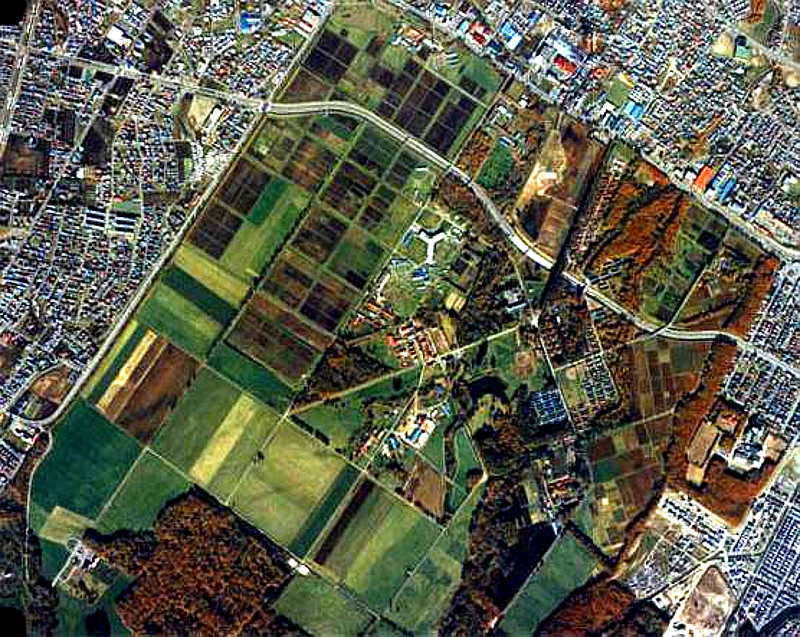
北海道農業試験場（現 北海道農業研究センター）の圃場（1985年）。写真左下にはさっぽろ羊ヶ丘展望台がある。

下記の通り「羊ケ丘1番地」内にはさっぽろ羊ヶ丘展望台、大和ハウス プレミストドーム（札幌ドーム）、その他研究機関等が同一の所在地にあるというのが注目できる。
- 羊ケ丘1番地

札幌ドーム
国立研究開発法人農業・食品産業技術総合研究機構 北海道農業研究センター
さっぽろ羊ヶ丘展望台
農林水産省 横浜植物防疫所 札幌支所
札幌市消防局 豊平消防署東月寒出張所
- 羊ケ丘3番地

北海道石狩家畜保健衛生所
- 羊ケ丘4番地

国立研究開発法人農業・食品産業技術総合研究機構 動物衛生研究部門 北海道研究拠点
- 羊ケ丘7番地

国立研究開発法人森林研究・整備機構 森林総合研究所 北海道支所

## 道路・河川・山など

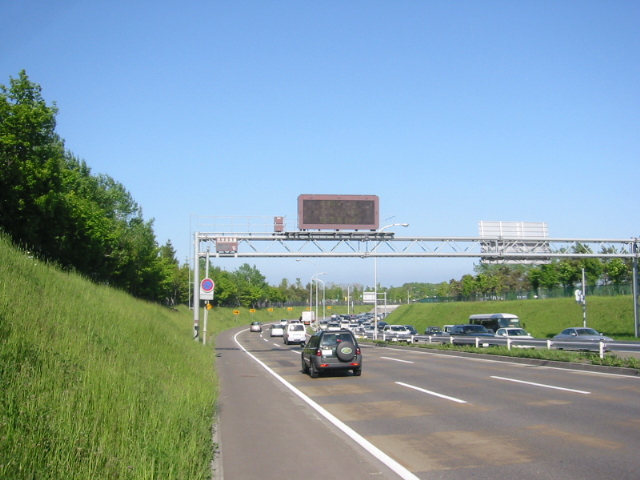
羊ケ丘通

- 羊ケ丘通(札幌市道9903号羊ケ丘線) - 北海道農業研究センターを横断する道路である
- ラウネナイ川 - 北海道農業研究センター内を流れる川である
- うらうちない川 - 札幌ドームのそばを流れる川である
- 焼山 - 羊ヶ丘地区と西岡地区の中間にある標高262mの山である

## その他
- JRA主催の競馬（札幌競馬場）で1960年より「羊ヶ丘特別」というレースが施行されている[13]。
- 冬季に開催される「札幌国際スキーマラソン大会」の会場として北海道農業研究センターや森林総合研究所の敷地が利用されている[14]。森林総合研究所の敷地内にはかつて1972年札幌オリンピックの競技場の一つであった「西岡オリンピック記念距離競技場」が存在していた。札幌国際スキーマラソン大会ではこの一部が使われている[14][15]。